# Himlen runt hörnet (sång)
"Himlen runt hörnet" är en låt skriven av Mauro Scocco och framförd av den svenska popartisten Lisa Nilsson på albumet Himlen runt hörnet 1992. Den fick Grammis för "årets låt 1992". samt Rockbjörnen i kategorin "Årets svenska låt".
Singeln placerade sig som bäst på andra plats på den svenska singellistan.
Melodin låg på Svensktoppen i 17 veckor under perioden 5 april-20 september 1992 (sommaruppehållet medräknat), och var bland annat etta.
En inspelning av Mauro Scocco testades på Svensktoppen den 16 november 2003, men misslyckades med att ta sig in. Pablo Cepeda gav ut en salsaversion av låten på singel 2008 som såldes till förmån för Barncancerfonden.

## Listplaceringar
| Lista (1992) | Position |
| ------------ | -------- |
| Sverige      | 2        |

### Fotnoter
1. ↑  Information i Svensk mediedatabas.
2. ↑  ”Grammis”. Arkiverad från originalet den 17 mars 2012. https://web.archive.org/web/20120317055524/http://www.ifpi.se/wp/wp-content/uploads/100428-lc-vinnare-genom-%C3%A5ren.pdf. Läst 1 maj 2011.
3. ↑  ”Aftonbladet”. 15 augusti 2000. http://wwwc.aftonbladet.se/noje/special/rockbjorn00/gamla.html. Läst 1 maj 2011.
4. ↑  Svensktoppen - 1992
5. ↑  Svensktoppen - 16 november 2003
6. ↑  Svensktoppen - 23 november 2003
7. ↑  Barn och cancer, nummer 6 2008
8. ↑  Placering på den svenska singellistan